# DJ Seeq
 (juin 2011).
DJ Seeq, de son vrai nom Christophe Medjoub, né le 10 septembre 1970 à Bobigny (Seine-Saint-Denis, Île-de-France), est un DJ, compositeur et réalisateur artistique français passionné de culture hip hop.

## Biographie
Il grandit dans sa ville natale et au Blanc-Mesnil. Il est d'abord influencé par ses parents qui écoutent des disques vinyles aux sonorités Motown, disco et de variétés françaises de l'époque. Il y rencontre  Albert Tjamag,  futur Ménélik, ami de lycée et voisin de quartier.
En 1984, il pratique la break dance, nouvelle danse en vogue appelée aussi smurf, découvrant les premiers disc jockeys de sa cité de résidence, essentiellement des animateurs aux micros et platines vinyles.
En 1987, lors d'un concours de rap un dimanche après-midi, il rencontre les futurs Passi & Moda dans la discothèque "Le Midnight express " située à Paris-La Défense, avec Jimmy jay aux platines, ami de lycée lui aussi.
En 1988, DJ Seeq effectue pour Voltage FM quelques sessions de mix de funk nocturnes avec Doctor Bee et Jimmy Jay.
En mars 1989 il fait son premier concours de dj’s à l’Élysée-Montmartre et finit second derrière DJ Ghetch ; il est sacré vice-champion des DJ's de Paris, devant une assistance notamment composée de Lionel D, Dee Nasty, Cut Killer, Faster Jay, et Suprême NTM faisant ses premiers pas. Peu de temps après, il participe à un autre championnat régional de DJ's plus underground, "Performance 89", à Pantin, présidé par Dj Dee Nasty et dont il en sort vainqueur.
Quelque temps après, il rencontre Mickey Mossman qui l'invite à faire des scratchs sur quelques démos en studio et l'invite en première partie du groupe UB40 au Zénith à Paris.
En 1990, il rencontre le Posse 501 avec MC Solaar, Bambi Cruz et Soon E MC.
En 1991, il réalise Élucider ce mystère avec Jean-Francois Delfour et Jimmy Jay, interprété par Soon E MC (le titre fait l'objet d'un clip vidéo réalisé par RapLine présenté par Olivier Cachin ; repris en 2001 sans autorisations par le groupe Swollen Members qui obtient un franc succès en en re-samplant le son et clip(p)ant le titre Bad Dreams). Dans la foulée il participe également au premier projet d'albums de MC Solaar Qui sème le vent récolte le tempo et fait connaissance avec Philippe Cerboneschi dit Zdar & Hubert Blanc-Francard Boombass au Studio Plus XXX (en préparant aussi la compilation Les Cool sessions de Jimmy Jay dans un studio personnel à Bagnolet).
Entre-temps, beaucoup de concerts sont donnés avec Mc Solaar en France, en Corse et ailleurs en Europe (Angleterre, Suisse, Allemagne).
En 1992, DJ Seeq réalise un premier EP avec Soon E MC intitulé Rap. Jazz. Soul et des influences sonores 70's de sa collection de vinyles de l'époque.
En 1993, DJ Seeq réalise le premier album de Soon E MC, Atout point de vue, et repart sur la route en tournée européenne (France, Allemagne, Norvège, Italie, Espagne, Pays-Bas, Japon), du fait d'une forte demande, le clip "Élucider ce mystère" tournant en boucle sur MTV Europe.
Il participe également à l'enregistrement studio et vidéo du titre Le bien, le mal avec Guru du groupe Gang Starr et avec MC Solaar.
En 1994, il part avec Soon e mc à Los Angeles pour tourner le clip du titre O.P.I.D. avec Percy Adlon le réalisateur et scénariste du film Bagdad Café (Out of Rosenheim ), c'est le second single officiel de l’album "Atout point de vue". Un 3e et dernier single sortira par la suite, intitulé "Aux noms des miens".
En 1995, DJ Seeq réalise 4 titres sur l'album Phénoménélik de Ménélik, certifié Disque d’or avec 100 000 exemplaires physiques vendus. Il compose aussi plusieurs titres sur l'album de Démocrates D La Voix du peuple.
Fin 1995, il rencontre le groupe 2 source (Nicolas Errèra et Jennifer Woollacott) et participe à quelques sessions studios et divers concerts, en ex Yougoslavie et au Canada (Francofolies de Montréal).
En 1997, Seeq sort son premier album Breakbeat Instrumental. Il est d'ailleurs l'un des premiers en France à développer ce concept dans le milieu hip-hop à cette époque, coopérant également avec Dominique Perrier (compositeur) sur un titre pour l'album Promessa de Stone Age (groupe) pour des scratchs.
En 1999, paraît le volume 2 de Breakbeat Instrumental, dans un style plus groovy que le volume 1.
En 2002 et 2003, il produit les albums Streetsoundtracks vol. 1 & 2, conçus pour les bandes originales de films et les musiques de publicités.
En 2003, il signe plusieurs titres sur l'album Jo Production vol. 1, toujours avec Jimmy jay.
De 2004 à 2007, il réalise plusieurs titres avec Typical Fefe, Dany Dan et Beedjy, se perfectionnant dans le mixage et les nouveaux logiciels d’images et d'informatique avec l’arrivée à grands pas d’Internet.
En 2008, il fonde le collectif French connection Soundz avec DJ Dee (collectifs de beatmakers).
En 2010, il produit et réalise le clip de Sunshine interprété par Beedjy (rappeuse/chanteuse) et prépare l'album DJ Seeq, sortie de la poussière Remix (mai 2011).
En 2012, Seeq produit l'album Beats diggin & instrumentals avec la collaboration artistique de Stéphane Mellino, ex-guitariste des Négresses vertes.
Peu de temps après, il décide de revenir sur des mixtapes de "type maison" aux sonorités plus artisanales des années 90’s à base de samples intitulés : Dj Seeq webtapes.
En 2020, "Sur le boulevard du rythme funky" de Soon e mc est le seul titre de rap français tiré de l'album Rap. Jazz. Soul qui est choisi pour figurer dans la tracklist de la série télévisée documentaire de sport The Last Dance (épisode 1) retraçant la carrière du basketteur Michael Jordan et l'histoire des Bulls de Chicago dans les années 1980-90, au travers de la saison de NBA 1997-98, ce documentaire sportif devenant le plus regardé de l'histoire de la chaîne E.S.P.N. en totalisant plus de 40 millions de vues.

## Discographie

### Albums
- 1997 : Break Beat Instrumental
- 1999 : Break Beat Instrumental vol. 2
- 2002 : Streetsoundtracks
- 2005 : Streetsoundtracks vol. 2
- 2008 : 60 minutes of soul vol. 1
- 2011 : sortie de la poussière remix
- 2012 : 
  - Beats, Diggin' et instrumentals
  - Dj seeq Webtapes series
- 2016 : Soul Jewel (compilation soul avec dj Clif)

### Albums collectifs
- 1994 : Cool Sessions 2
- 1996 : Hip Hop non stop 2
- 2003 : Jo production Vol. 1
- 2019 : French beatmakers vol. 1 & 2
- 2020 : French beatmakers vol. 3 & 4

### Collaborations
- 1991 : 
  - Qui sème le vent récolte le tempo, intro et interlude avec MC Solaar
  - réalisation du 1er single, Élucider ce mystère, avec Soon E MC
- 1992 : réalisation de l' EP Rap Jazz Soul avec Soon E Mc
- 1993 : réalisation de l'album À tout point de vue, dont les singles Elucider ce mystère, O.P.I.D et Au nom des miens avec Soon E Mc
- 1994 : 2 titres, La voix du peuple et Dans La Peau d'un Noir, avec Soon e Mc, sur l'album de Démocrates D La Voix du peuple
- 1995 : 4 titres, dont le single Tranquille sur l'album Phénomélik, avec Ménélik
- 1996 : 
  - 5 titres, dont le single Chante pour les opprimés de l'album OPA sur la rue avec Lamifa
  - 5 titres pour l'album Engrenage mortel de Madison et Chrysto
- 1997 : scratchs sur le titre Days Of Grace du groupe Stone Age, avec Dominique Perrier (compositeur)
- 2019 : 
  - scratchs sur le titre "C'était mieux avant", sur l'album ROYAZ TV RAP de Royaz
  - prod. et cuts du remix C'était mieux avant, avec Royaz
- 2020 : 
  - scratchs sur le titre "Ainsi va la vie", avec Strike
  - 2 titres sur l'EP LaEsmerelda de GANGALEE, " The volume " et " Tribal Knowledge "
- 2024 : 5 titres sur l'album "BlackYhum" de Black moz, dont le single "Le pianiste" avec Yhum

### Productions
- 2008 : 60 minutes of soul vol. 1
- 2011 : DJ Seeq, Sortie de la poussière, Remix
- 2012 : Beats, Diggin' & instrumentals
- 2014 : Il est revenu (clip vidéo)
- 2015 : 
  - - Strike - North square blues (clip vidéo)
  - Banque de son 1 & 2 avec dj Clif (clip vidéo)
- 2016 : Banque de son 3 & 4 avec dj Clif (clip vidéo)
- 2017 : single « Délivrée », avec Princess Erika
- 2018 : oh pire - strike (clip vidéo)
- 2019 : 
  - C'était mieux avant, single remix, Royaz
  - Démons, Black Moz & Yhum
- 2020 : 
  - Ainsi va la vie, Strike (clip vidéo)
  - Demons - Black Moz & Yhum (clip vidéo)